# Šóma Doi
Šóma Doi (japonsky 土居 聖真; * 21. května 1992, Jamagata, prefektura Jamagata, Japonsko) je japonský fotbalový záložník, od roku 2011 hráč japonského klubu Kashima Antlers.
S týmem Kashima Antlers vyhrál k prosinci 2016 jednou japonskou nejvyšší ligu (2016) a třikrát japonský ligový pohár (2011, 2012, 2015).

## Klubová kariéra
- OSA Fortuna Yamagata FC (mládež)
- Kashima Antlers 2011–

## Statistiky
| Japonsko | Japonsko | Japonsko |
| Roky     | Záp.     | Góly     |
| -------- | -------- | -------- |
| 2017     | 2        | 0        |
| Celkem   | 2        | 0        |